# Puig d'en Pellisser
El Puig d'en Pellisser és un turó de 57 metres que es troba al municipi de Sant Jordi Desvalls, a la comarca del Gironès.